# Welcome to Mali
Albums de Amadou & Mariam
Je pense à toi
(2005) The Magic Couple
(2009)
Welcome to Mali est le sixième album d'Amadou et Mariam sorti le 17 novembre 2008.

## Titres de l'album
| 1.    | Sabali (produit par Damon Albarn)        | 3:18  |
| 2.    | Ce n'est pas bon                         | 3:51  |
| 3.    | Magossa                                  | 3:45  |
| 4.    | Djama                                    | 3:17  |
| 5.    | Djuru                                    | 3:37  |
| 6.    | Je te kiffe (avec Juan Rozoff)           | 4:20  |
| 7.    | Masiteladi (avec Matthieu Chedid)        | 3:58  |
| 8.    | Africa (avec K'Naan)                     | 3:50  |
| 9.    | Compagnon de la vie                      | 3:48  |
| 10.   | Unissons-nous (en duo avec Keziah Jones) | 4:18  |
| 11.   | Bozos                                    | 3:48  |
| 12.   | I Follow You (Nia Na Fin)                | 4:04  |
| 13.   | Welcome to Mali                          | 3:22  |
| 14.   | Batoma                                   | 4:15  |
| 15.   | Sebeke                                   | 11:41 |
|       | Boula (piste cachée)                     |       |
| 65:12 |                                          |       |

Les tonalités electro du premier titre Sabali produit par Damon Albarn marquent un tournant dans la musique du groupe.